# آرامگاه شیخ قاضی حسن
بقعه شیخ قاضی حسن مربوط به سدهٔ ۸ ه.ق است و در خنج، محله شعیبی واقع شده و این اثر در تاریخ ۲۷ بهمن ۱۳۷۸ با شمارهٔ ثبت ۲۵۹۰ به‌عنوان یکی از آثار ملی ایران به ثبت رسیده است.